# Carberry
Carberry es un pueblo canadiense situado en la provincia de Manitoba.

## Superficie
Carberry tiene una superficie de 4,8 km².

## Demografía
En 2021, tenía 1818 habitantes, una densidad poblacional de 379,1 hab./km², y 847 viviendas.